# UTC+01:00

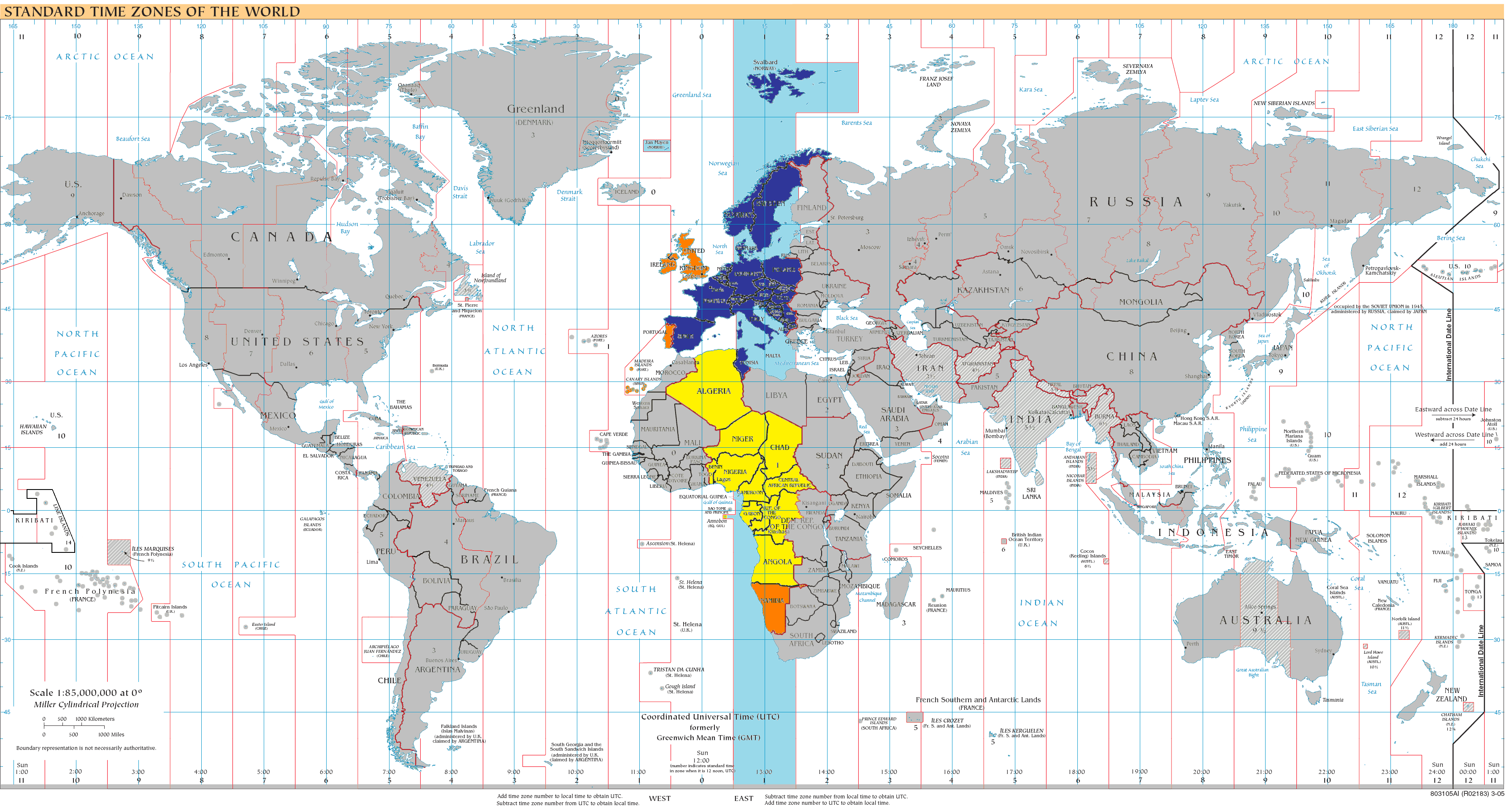
Mapa de UTC+01:00

UTC+01:00 es el vigésimo cuarto huso horario del planeta cuya ubicación geográfica se encuentra en el meridiano 15 este. Aquellos países que se rigen por este huso horario se encuentran 1 hora por delante del meridiano de Greenwich.

## Hemisferio norte

### Países que se rigen por UTC+01:00 todo el año
| Abreviatura | Nombre Completo                              | País |
| ----------- | -------------------------------------------- | --- |
| CET         | Hora central europea (Central European Time) | Argelia Túnez |
| WAT         | Hora del Oeste de África (West Africa Time)  | Benín Camerún Chad Gabón - Provincia de Estuaire (parte) - Provincia de Haut-Ogooué (parte) - Provincia de Moyen-Ogooué (parte) - Provincia de Ogooué-Ivindo (parte) - Provincia de Ogooué-Lolo (parte) - Provincia de Woleu-Ntem República Centroafricana República del Congo - Departamento de Cuvette (parte) - Departamento de Cuvette-Oeste (parte) - Departamento de Likouala (parte) - Departamento de Sangha República Democrática del Congo - Provincia de Équateur (parte) - Provincia de Mongala - Provincia de Tshuapa (parte) - Provincia de Ubangi del Norte - Provincia de Ubangi del Sur Guinea Ecuatorial Níger Nigeria |

### Países que se rigen por UTC+01:00 en Horario Estándar
| Abreviatura | Nombre Completo                              | País |
| ----------- | -------------------------------------------- | --- |
| CET         | Hora central europea (Central European Time) | Albania Alemania Andorra Austria Bélgica Bosnia y Herzegovina Ciudad del Vaticano Croacia Dinamarca Eslovaquia Eslovenia España (excepto las Canarias) Francia Hungría Italia Liechtenstein Luxemburgo Macedonia del Norte Malta Mónaco Montenegro Noruega Países Bajos Polonia Reino Unido - Gibraltar República Checa San Marino Serbia Suecia Suiza |

### Países que se rigen por UTC+01:00 en Horario de Verano
| Abreviatura | Nombre Completo                                                 | País                                                                          |
| ----------- | --------------------------------------------------------------- | ----------------------------------------------------------------------------- |
| BST         | Hora de Verano Británica (British Summer Time)                  | Reino Unido (completo) - Bailía de Guernsey - Isla de Man - Jersey            |
| IST         | Hora Estándar Irlandesa (Irish Standard Time)                   | Irlanda                                                                       |
| WEST        | Hora de Verano del Oeste Europeo (Western European Summer Time) | Dinamarca - Islas Feroe España - Canarias Marruecos Portugal (excepto Azores) |

## Hemisferio sur

### Países que se rigen por UTC+01:00 todo el año
| Abreviatura | Nombre Completo                             | País |
| ----------- | ------------------------------------------- | --- |
| WAT         | Hora del Oeste de África (West Africa Time) | Angola Gabón - Provincia de Estuaire (parte) - Provincia de Haut-Ogooué (parte) - Provincia de Moyen-Ogooué (parte) - Provincia de Ngounié - Provincia de Nyanga - Provincia de Ogooué-Ivindo (parte) - Provincia de Ogooué-Lolo (parte) - Provincia de Ogooué-Maritime República del Congo - Brazzaville - Departamento de Bouenza - Departamento de Cuvette (parte) - Departamento de Cuvette-Oeste (parte) - Departamento de Kouilou - Departamento de Lékoumou - Departamento de Likouala (parte) - Departamento de Niari - Departamento de Plateaux - Departamento de Pool República Democrática del Congo - Kinsasa - Provincia de Congo Central - Provincia de Équateur (parte) - Provincia de Kwango - Provincia de Kwilu - Provincia de Mai-Ndombe - Provincia de Tshuapa (parte) |